# Juri Nikolajewitsch Cholopow

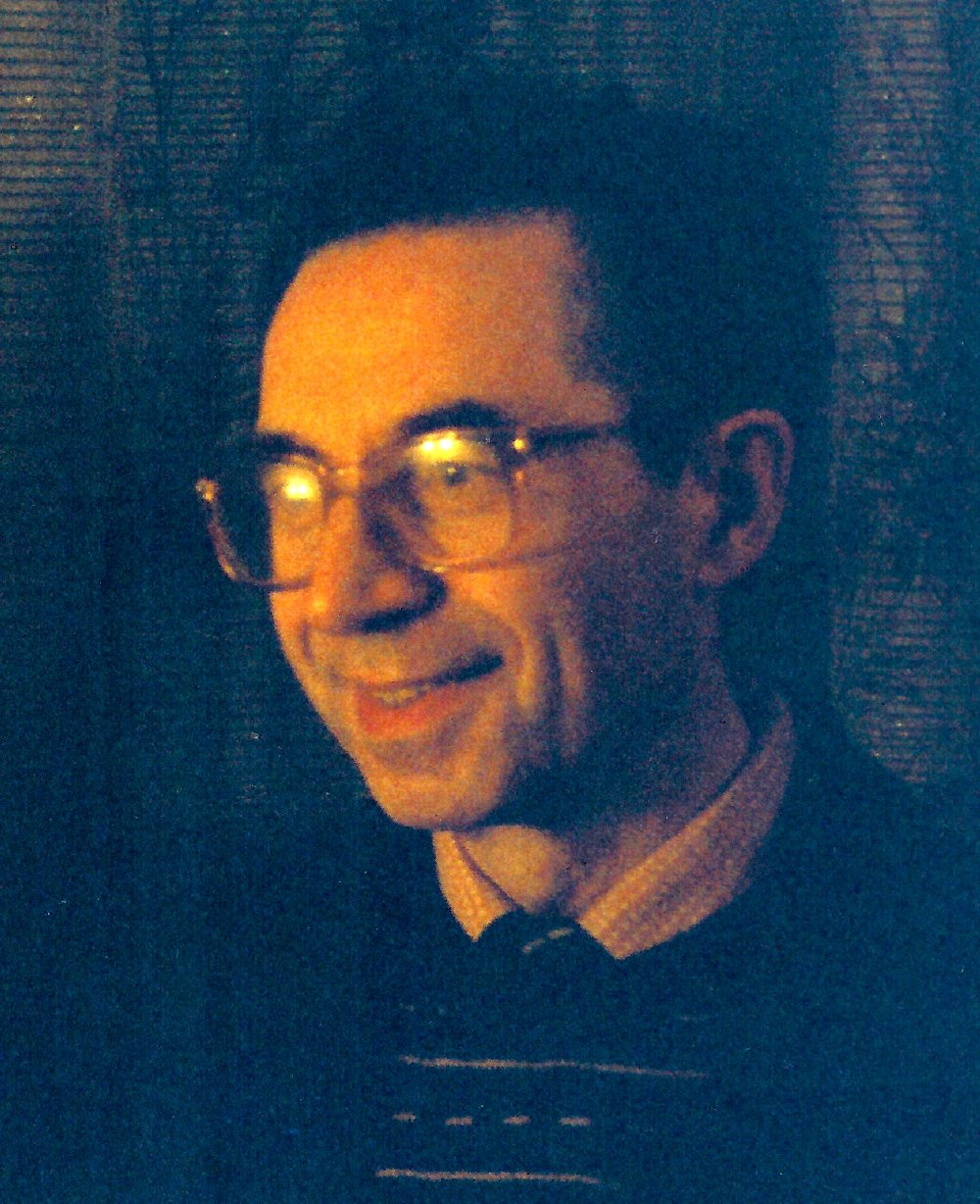
Juri Nikolajewitsch Cholopow

Juri Nikolajewitsch Cholopow (russisch Ю́рий Никола́евич Холо́пов; * 14. August 1932 in Rjasan; † 24. April 2003 in Moskau) war ein russischer Musikwissenschaftler und Musiktheoretiker.

## Leben
Cholopow studierte am Konservatorium in Rjasan und von 1949 bis 1960 bei Igor Spossobin und Semjon Bogatyrjow am Moskauer Konservatorium. 1963 wurde er Mitglied der Union of Soviet Composers. 1977 promovierte er zum Doktor mit der Dissertation Contemporary Aspects of Harmony in Music of Prokofiev. Ab 1960 unterrichtete er am Konservatorium in Moskau und wurde 1983 Professor ebenda. Er forschte intensiv zu Anton von Webern und zur Harmonielehre. Seine Schriften umfassen über 1000 Stück. Er war Mitglied der Academia Europaea in London.
Cholopows Schwester ist die Musikwissenschaftlerin Walentina Cholopowa.

## Schriften (Auswahl)
- mit Walentina Cholopowa: Anton Webern – Leben und Werk. Henschel, Berlin 1989, ISBN 978-3-362-00357-5 (452 S.).
- mit Valeria Tsenova: Edison Denisov – The Russian Voice in European New Music. Ernst Kuhn, Berlin 2002, ISBN 978-3-928864-89-3 (englisch, 340 S.).